# Perm-Trias-Grenze

Das Diagramm zeigt die Aussterberate von Gattungen mariner Fossilien während geologischer Zeiträume in Millionen Jahren vor unserer Zeit. Man sieht deutlich die Massenaussterben an der Grenze Ordovizium/Silur, im späten Devon, an der Perm-Trias-Grenze, Trias-Jura-Grenze sowie der Kreide-Paläogen-Grenze.

An der Perm-Trias-Grenze (auch PT-Grenze oder Perm-Trias-Ereignis genannt) vor rund 252 Millionen Jahren, am Übergang vom Perm zur Trias, zugleich die Grenze zwischen Paläozoikum (Erdaltertum) und Mesozoikum (Erdmittelalter), ereignete sich das größte Massenaussterben des 541 Millionen Jahre umfassenden Phanerozoikums.
Davon betroffen waren etwa 75 Prozent der Landfauna, darunter auch viele Insektenarten, sowie ein großer Teil der Vegetationsbedeckung. Noch dramatischer waren die Auswirkungen in den Ozeanen: Dort starben etwa 95 Prozent der marinen Invertebraten aus, unter anderem  Großforaminiferen, paläozoische Korallen, Trilobiten und Eurypteriden. Stark dezimiert wurden Bryozoen, Brachiopoden, Crinoiden und Ammonoideen. Mollusken waren von dem umfassenden Artensterben in geringerem Maße betroffen.
Als Hauptfaktor für den Zusammenbruch fast aller Ökosysteme gilt allgemein der großräumige Flutbasalt-Ausstoß des Sibirischen Trapps, dessen Aktivitätszyklen über mehrere Hunderttausend Jahre eine Fläche von 7 Millionen Quadratkilometern (also etwas weniger als die Fläche des heutigen Australiens) mit magmatischen Gesteinen bedeckten und die eine Reihe schwerwiegender Folgeschäden verursachten.

## Das Massenaussterben

### Geographische und zeitliche Einordnung

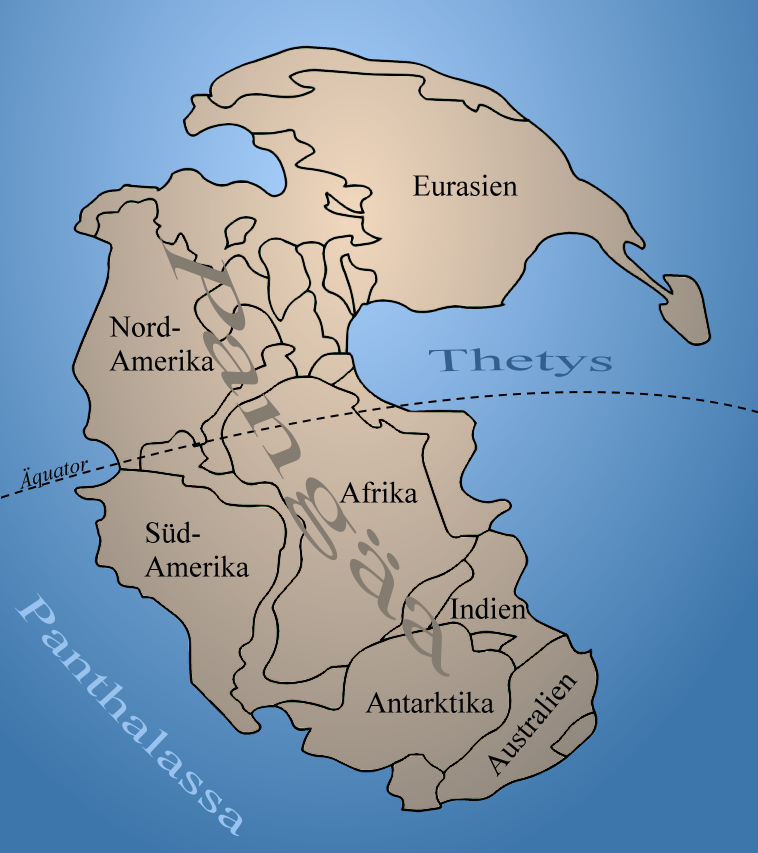
Ozeane und Landmassen im Unterperm (vor etwa 280 Millionen Jahren)

Im Perm existierte mit dem Superkontinent Pangaea eine einzige große Landmasse, entstanden durch den Zusammenschluss der beiden Großkontinente Laurussia und Gondwana im Oberkarbon vor etwa 310 Millionen Jahren. Angetrieben durch plattentektonische Prozesse setzte der Zerfall des Superkontinents ab der späten Trias (etwa 230 mya) ein und beschränkte sich vorerst auf die südlichen Regionen. Auf dem Höhepunkt ihrer Ausdehnung erstreckte sich Pangaea von der Nordpolarregion bis in die Antarktis und besaß einschließlich der Schelfmeere eine Fläche von 138 Millionen km². Charakteristisch für Groß- und Superkontinente sind ein ausgeprägtes Kontinentalklima mit einer Jahres-Temperaturamplitude bis 50 Grad Celsius, großflächige Trocken- und Wüstengebiete im Landesinneren sowie eine gering ausgeprägte Artenvielfalt im Faunenbereich. Zusätzlich entstand parallel zum Äquator zwischen 30° nördlicher und 30° südlicher Breite ein saisonal auftretender, sehr starker Monsun-Einfluss („Mega-Monsun“), von dessen Niederschlägen vor allem die küstennahen Regionen profitierten.
Für die Dauer des Massenaussterbens an der Perm-Trias-Grenze wurden in der älteren wissenschaftlichen Literatur mindestens 200.000 Jahre veranschlagt. Laut einer 2014 publizierten Analyse reduzierte sich dieser Zeitraum auf zwei Kernbereiche von jeweils 60.000 Jahren (± 48.000 Jahre). Hingegen kommt eine 2018 veröffentlichte Studie zu dem Ergebnis, dass die unmittelbare Krisenzeit maximal nur 30.000 Jahre umfasste, möglicherweise beschränkt auf wenige Jahrtausende. Der globale Kollaps der Ökosysteme konnte mithilfe präziser Messverfahren mit geringen Fehlertoleranzen in die letzte Phase des Perms vor 251,94 Millionen Jahren datiert werden.
Die Hauptaktivität des Flutbasalt-Vulkanismus erstreckte sich nach neueren Analysen über ungefähr 900.000 Jahre, während die Kernphase des Massenaussterbens nach aktuellem Kenntnisstand höchstens einige 10.000 Jahre betrug. Diese zeitliche Diskrepanz wird damit erklärt, dass der Sibirische Trapp ein relativ kurzes Intervall stark erhöhter Ausgasungen infolge eines intrusiven Stadiums verzeichnete. Laut dieser Annahme wurden durch Kontaktmetamorphose entlang ausgedehnter schichtparalleler Magma-Gänge (Sills) erhebliche Mengen an Treibhausgasen und Schadstoffen freigesetzt, die die Emissionen der an die Oberfläche strömenden Flutbasalte deutlich verstärkten beziehungsweise übertrafen und somit das Potenzial besaßen, die Biosphäre innerhalb eines schmalen Zeitfensters vollständig zu destabilisieren.

### Megavulkanismus
Der Sibirische Trapp war hinsichtlich seiner Auswirkungen auf das ökologische Gleichgewicht das folgenschwerste vulkanische Ereignis der bekannten Erdgeschichte. Diese Magmatische Großprovinz umfasste große Teile des heutigen West- und Nordsibirischen Tieflands sowie des Mittelsibirischen Berglands und schichtete magmatische Gesteine mit einer Mächtigkeit von stellenweise 3.500 Meter aufeinander. Der Megavulkanismus emittierte dabei erhebliche Mengen an Kohlenstoffdioxid, Fluor, Chlorwasserstoff und Schwefeldioxid, das als Schwefelsäure im Regenwasser gleichermaßen ozeanische und kontinentale Biotope schädigte. Im Hinblick auf Schadstoff-Emissionen zusätzlich verstärkt wurden die Flutbasalte wahrscheinlich durch umfangreiche Kohlebrände in Verbindung mit weltweiten Ablagerungen von Flugasche. Aufgrund der hohen CO2-Ausgasungen des Trapps stieg die globale Temperatur innerhalb einer geologisch sehr kurzen Zeitspanne um 5 °C. Diese signifikante Erwärmung leitete unmittelbar zur Kernphase des Massenaussterbens über.

### Auswirkungen auf Klima und Umwelt

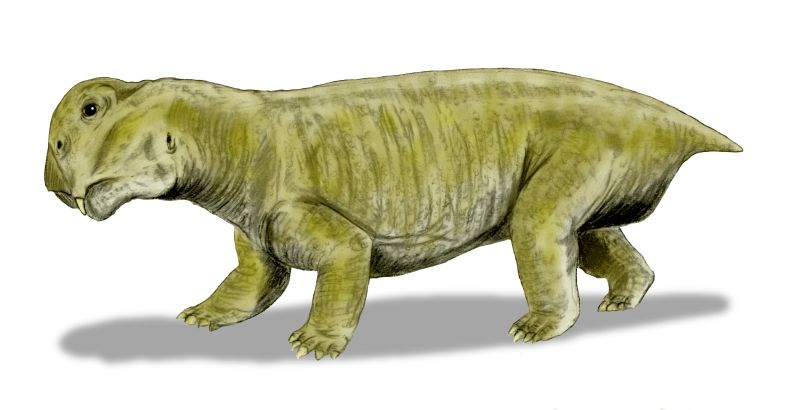
Lystrosaurus war im späten Perm das am weitesten verbreitete Landwirbeltier und überlebte sogar das „Große Sterben“.

Am Beginn des Perms betrug der Sauerstoffgehalt der Atmosphäre etwa 30 Prozent, dagegen fiel die Kohlenstoffdioxid-Konzentration im selben Zeitraum auf den vermutlich niedrigsten Wert des gesamten Phanerozoikums und erreichte kaum mehr als 100 ppm. Gegen Ende der Epoche, knapp 50 Millionen Jahre später, kehrten sich die Verhältnisse um: Während der Sauerstoff-Anteil im Zuge des weltweiten Vegetationsschwunds auf 10 bis 15 Prozent sank, nahm die CO2-Konzentration, bedingt durch die Ausgasungen des Sibirischen Trapps, drastisch zu. Obwohl in der Fachliteratur unterschiedliche Angaben über das genaue Volumen der Treibhausgas-Freisetzung zirkulieren, wird übereinstimmend angenommen, dass die Perm-Trias-Grenze ein CO2-Äquivalent von mehreren tausend ppm verzeichnete.
Paläoklimatologische Analysen der 18O/16O-Isotope dokumentieren eine Erwärmung der oberen Meeresschichten bis zum Ende des Ereignisses um mindestens 8 °C. Mit der Bildung und Ausbreitung anoxischer Zonen und dem rapiden Absinken des pH-Werts begann das Massensterben in den Ozeanen. Die Versauerung der Meere gilt als eine der Hauptursachen für das weitgehende Verschwinden mariner Lebensformen. Verstärkt wurde diese Entwicklung durch die unter dem Treibhausklima sehr rasch verlaufenden Erosionsprozesse, die zu einer Überdüngung (Eutrophierung) der Ozeane mit festländischen Verwitterungsprodukten wie zum Beispiel Phosphaten führten.
Ein weiterer Faktor war die Destabilisierung der Methanhydrat-Lagerstätten an den Kontinentalschelfen, wodurch große Mengen an Methan in die Atmosphäre diffundierten. Dieser zusätzliche Antrieb des Treibhauseffekts führte zu einem weltweiten Temperatursprung von nochmals 5 °C mit entsprechenden Auswirkungen auf die terrestrischen Habitate.
Am Zusammenbruch der Ökosysteme maßgeblich beteiligt waren vermutlich die in sauerstofffreien marinen Milieus massenhaft auftretenden Einzeller, die ihre Stoffwechselprodukte in Form von Methan und Halogenkohlenwasserstoffen in die Atmosphäre emittierten. Längere Zeit unterschätzt wurde dabei die Rolle sulfatreduzierender Bakterien: Durch die bakterielle Reduktion von Sulfat entstand giftiger Schwefelwasserstoff (H2S), der sich nicht nur in den Meeren, sondern auch in der Atmosphäre anreicherte, wobei wahrscheinlich auch die Ozonschicht nachhaltig geschädigt wurde. Nach neueren Erkenntnissen gab es in der Erdgeschichte mehrere schwefelwasserstoff-induzierte Massenaussterben, in besonders folgenschwerer Ausprägung während der Krisenzeit am Perm-Trias-Übergang. Der für dieses Gas typische Geruch nach faulen Eiern war damals nahezu allgegenwärtig, und der letalen Wirkung des Schwefelwasserstoffs fielen nach diesem Szenario neben Tausenden mariner Arten auch viele Vertreter der Landfauna zum Opfer.

### Dauer der Regenerationsphase
Die biologischen, geophysikalischen und klimatischen Spätfolgen des Massenaussterbens reichten zum Teil bis in die Mittlere Trias. Während sich der Formenkreis der Ammoniten, Conodonten und Foraminiferen innerhalb von 1 bis 3 Millionen Jahren erholte, benötigten Korallenriffe 8 bis 10 Millionen Jahre zu ihrer vollständigen Regeneration. Noch länger dauerte die Entstehung neuer Waldhabitate, die erst nach etwa 15 Millionen Jahren größere Areale besiedelten. Ein die Vegetationsausbreitung hemmender Faktor war zudem eine quer durch Pangaea laufende aride Zone zwischen 50° nördlicher und 30° südlicher Breite, in der stellenweise Temperaturen von 35 bis 40 °C herrschten. Korrespondierend mit der Ausdünnung der Flora war der Sauerstoffgehalt über die Dauer der Periode und bis weit in den Jura deutlich niedriger als gegenwärtig, und auch in den Meeren herrschten besonders in der Unteren Trias vielfach noch hypoxische (sauerstoffarme) Bedingungen. Die schrittweise Erneuerung der durch extreme Erwärmung, Flächenbrände, sauren Regen und Schadstoffbelastung betroffenen Biotope („Recovery Phase“) wurde in der Trias mit Schwerpunkt in den chronostratigraphischen Unterstufen Smithium und Spathium durch weitere Umweltbelastungen mehrmals unterbrochen.

### Impakthypothese
Im Jahr 2006 wurde anhand von Satellitendaten in der südpolaren Wilkesland-Region eine Schwereanomalie festgestellt. Radarbilder lieferten Hinweise auf die Existenz eines 480 km großen Einschlagkraters tief unter dem antarktischen Eisschild mit einem vermutlichen Alter von 250 Millionen Jahren. Damit wäre der Wilkesland-Krater der größte bekannte Impakt der Erdgeschichte, dessen Zerstörungspotenzial das des Chicxulub-Meteoriten an der Kreide-Paläogen-Grenze erheblich übertroffen hätte. Diese Annahme wurde jedoch bisher nicht bestätigt und gilt zum Teil als widerlegt.